# Château de Heusenstamm
Le château de Heusenstamm ou château de Schönborn se trouve dans la ville hessoise de Heusenstamm, sur la rive gauche de la Bieber. Le château actuel comprend deux édifices l'un derrière l'autre (Vorderschloss et Hinteres Schloss). Il abrite aujourd'hui l’hôtel de ville.

## Le vieux château (Hinteres Schloss)

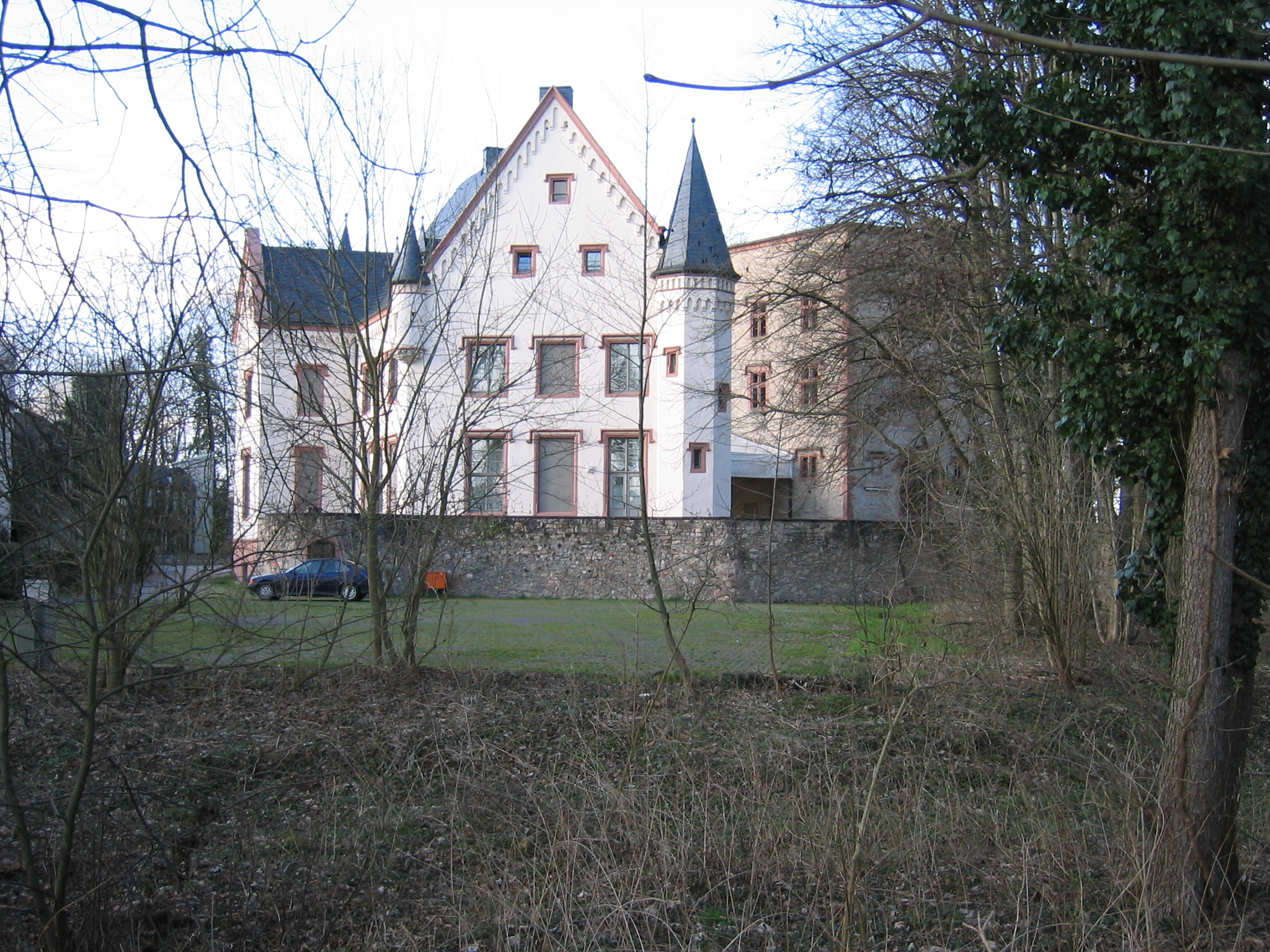
Le vieux château vu du sud, avec à droite la Bannturm.

Le second château ne comporte plus aujourd'hui qu'un corps de logis et une tour (dite Bannturm) qui en est séparée. Il occupe l'emplacement du château fort des seigneurs de Heusenstamm. Ce château fort avait été détruit et reconstruit à plusieurs reprises, d'abord au milieu du XVe siècle puis au milieu du XVIe siècle (date attestée : 1561). Mais les plus gros dégâts vinrent avec la guerre de Trente Ans.
L'acquisition par la famille des Schönborn, en 1661, entraîna la construction du premier château, qui d'emblée fut conçu avec quatre ailes. Le second château fut remis en état, mais son usage réservé aux domestiques. En 1896, les sœurs de la Divine Providence y aménagèrent un jardin d'enfants, puis les années 1940 les nazis en firent une colonie de vacances. Toujours au cours de la Deuxième Guerre mondiale, ils y avaient installé une batterie de DCA qui fut découverte par les avions de reconnaissance américains, mais la tentative de destruction par l'US Air Force, le 11 décembre 1944, se solda par un échec ; elle ne détruisit qu'une partie de l'ancien château, dont les ruines furent déblayées après la guerre.

## Le nouveau château (Vorderes Schloss)
Le château de style Renaissance des Schönborn fut édifié à l'emplacement du glacis de l'ancien château fort entre 1663 et 1668, sur une commande de Philipp Erwein von Schönborn. Les deux lions de pierre de part et d'autre de la grande porte et le blason des Schönborn ne seront réalisés qu'à l'occasion de la visite de l'empereur en 1764.

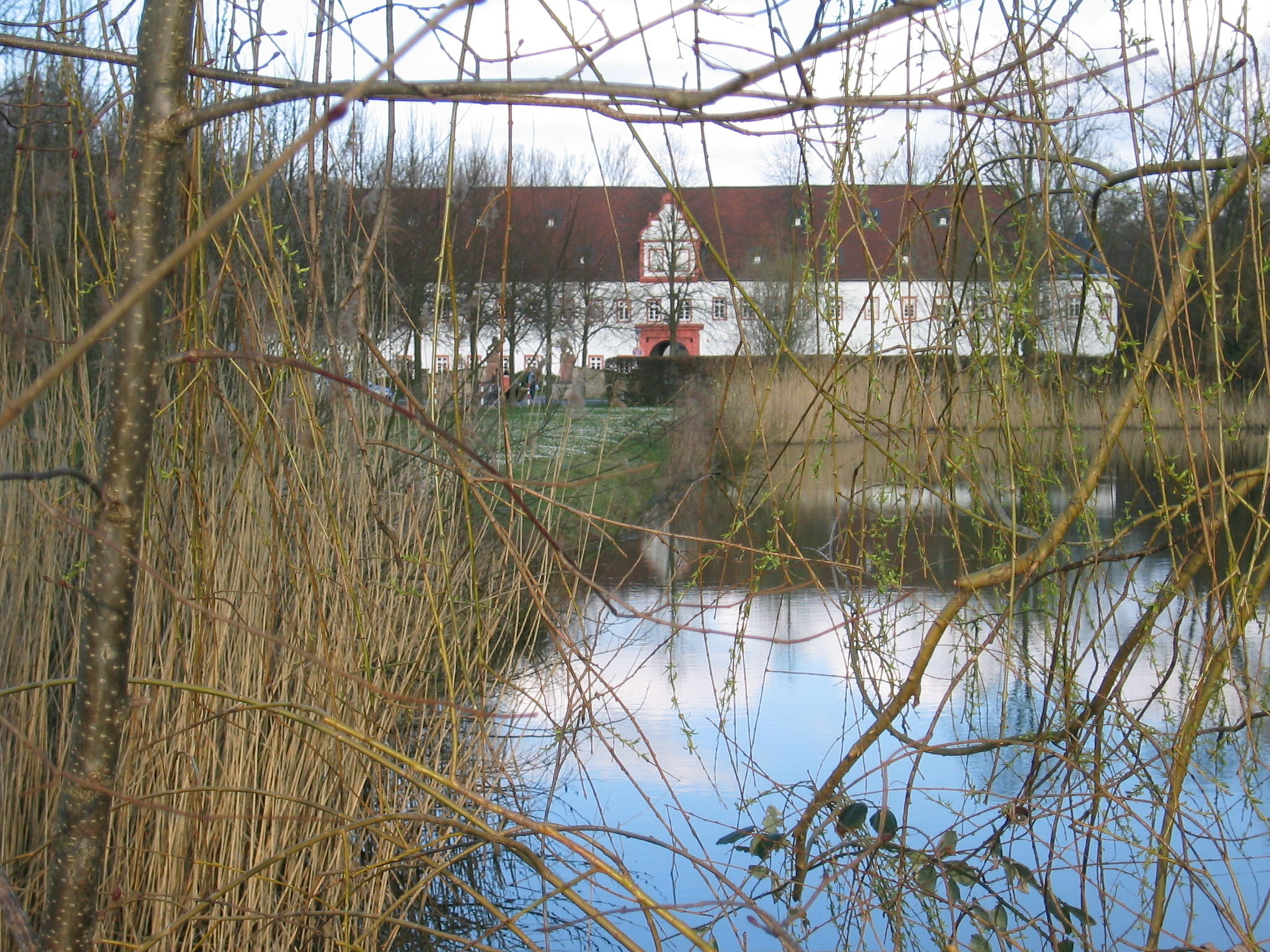
Vue sur l'étang du parc.

Il y a devant le château un parc, avec les ruines d'une orangerie autrefois très étendue, dont les contours sont toujours bien reconnaissables aux mares et au tracé des allées. Le château est entouré d'un fossé sec, naguère alimenté par les eaux de la Bieber.
Du 17 mai 1954 à 1976, la direction régionale de Francfort de la poste fédérale allemande louait le château et y tenait une école pour ses cadres.
Le château abrite aujourd'hui l’hôtel de ville de Heusenstamm ainsi qu'un restaurant, le « Schloss-Schenke ». 
Les terres autour du château sont tous les étés le siège d'une foire aux vins annuelle, et le deuxième week-end de l'Avent il s'y tient un marché de Noël, dit Heusenstammer St.Nikolausmarkt. Un kiosque a pris place entre la Bannturm et le vieux château ; elle accueille les festivités estivales et autres manifestations musicales.

## Source de la traduction
- (de) Cet article est partiellement ou en totalité issu de l’article de Wikipédia en allemand intitulé « Schloss Heusenstamm » (voir la liste des auteurs).